# Червоний Аксай
Червоний Аксай (раніше — Аксай) — з 1900 року російський виробник сільськогосподарських машин, тракторів та автомобілів. Штаб-квартира розташована в місті Ростов-на-Дону. У 1904 році компанія припинила виробництво автомобілів. У 2007 році на базі заводу була створена компанія Ростовський автобусний завод (РоАЗ).

## Заснування компанії АТ «Аксай»
Заснований в 1891 році торгово-промисловим товариством «В. М. Григор'єв і К» механічний мідно-чавуноливарний завод незабаром опинився в числі найбільш передових підприємств не тільки в Ростові-на-Дону, а й в Росії. З 1900 року завод, який перейшов під управління акціонерного товариства «Аксай», почав випускати плуги різних марок (особливо славився плуг ДТ конструкції російського коваля Дмитра Павловича Титова) і жати.

## Виробництво автомобілів

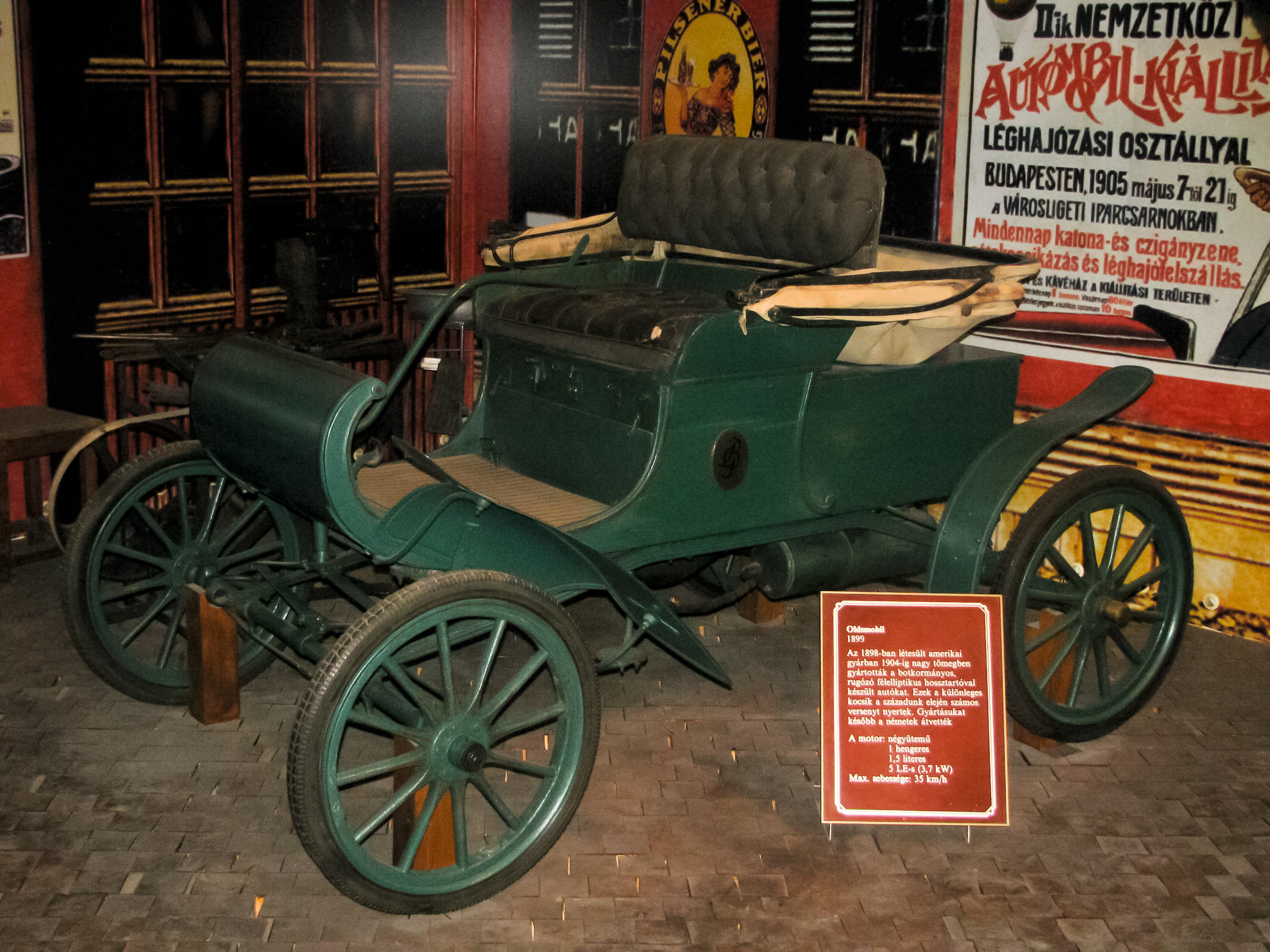
Oldsmobile Curved Dash

Вже у 1903 році в активі заводу — освоєння і випуск перших російських автомобілів (одночасно з «Дуксом» за ліцензією Oldsmobile). Це був Oldsmobile Curved Dash. Майже всі комплектуючі виготовлялися самостійно, на стороні купували гумові деталі, ланцюги приводу задніх коліс, ободи і котушки запалювання. «Аксай» виготовив 20 автомобілів — рівно стільки, скільки змогли продати. Збірка здійснювалась повністю самостійно.

## Виробництво сільськогосподарських машин

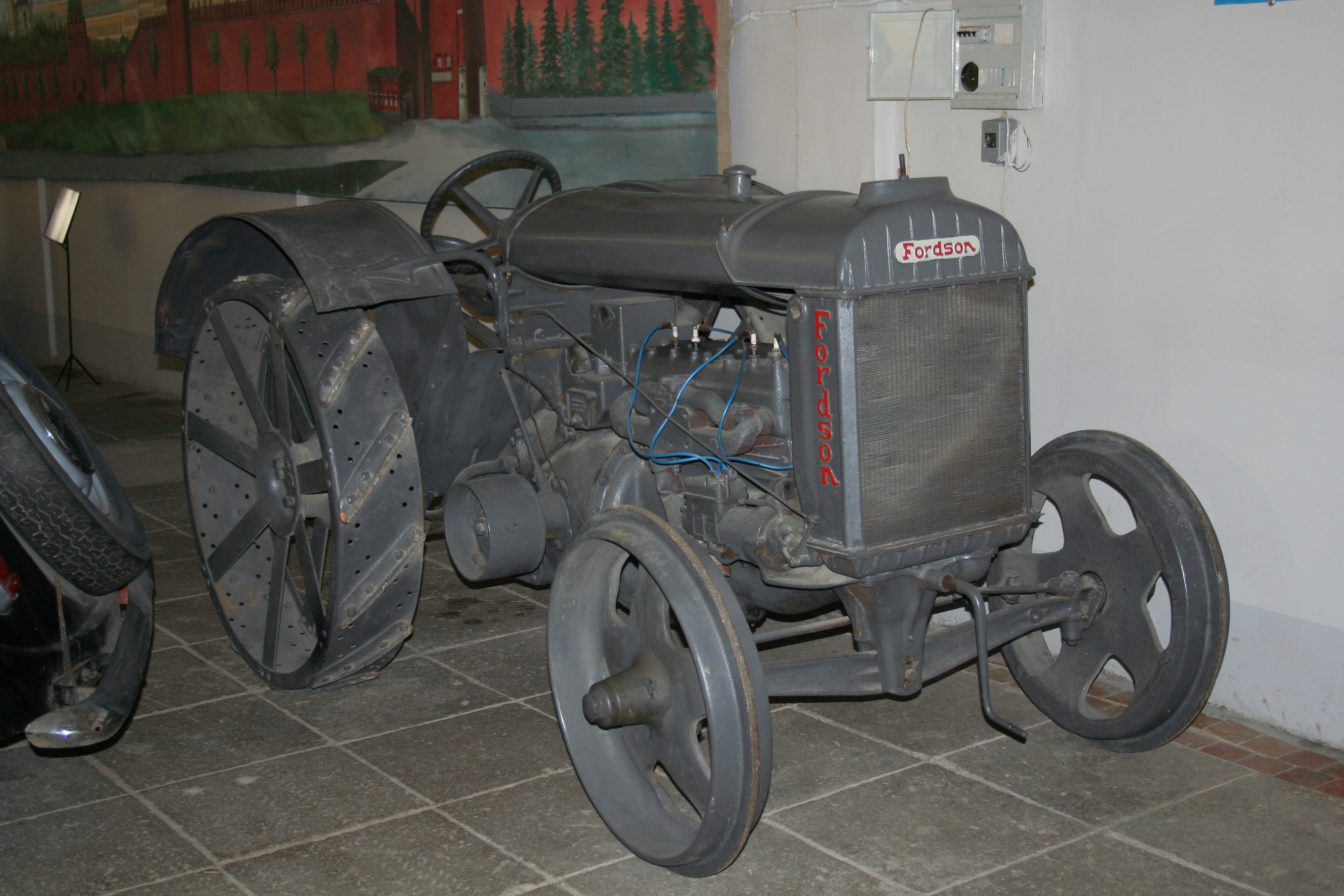
Трактор «Фордзон»

У 1906-1912 роках випускалися човнові мотори, перші російські трактори типу «Фордзон», комбайни для збирання кукурудзи, ротаційні мотики, розсадосадильні комбайни.
У 1916 році, коли Перша світова війна виявила гостру потребу російської армії в автомобілях, царським урядом були виділені кошти на будівництво шести автомобільних заводів, в число яких потрапило і товариство «Аксай» — передбачалося побудувати завод для випуску автомобілів в обсязі 1500 машин на рік. Прототипом для автомобілів заводу «Аксай» була обрана вантажівка марки Packard. Але через революції 1917 року, інфляції, високі процентні ставки за кредитами, через колапс транспортної системи країни, будівництво жодного із запланованих заводів завершено не було.

## Завод «Червоний Аксай»
У 1929 році був зібраний перший російський зерновий комбайн «Колгосп». У 30-ті роки визначається основна спеціалізація заводу — культиватори. У Росії і в СРСР переважна більшість культиваторів розроблялися і випускалися на заводі, який тепер вже називався «Червоний Аксай». У 1931 році на VI Міжнародній виставці сільськогосподарських машин в Салоніках (Греція) продукція «Червоного Аксаю» була удостоєна Золотої медалі, а в 1932 році сільгоспмашини марки «Червоний Аксай» експонувалися на Міжнародній виставці в Софії (Болгарія), і за високу якість плугів заводу була присуджена Велика Золота медаль.
До 1939 року «Ростсільмаш» і «Червоний Аксай» виготовляли четверту частину всіх сільськогосподарських машин, що випускалися в Радянському Союзі. У 1941 році завод експонував на Всесоюзній сільськогосподарській виставці 12 нових ґрунтообробних машин.

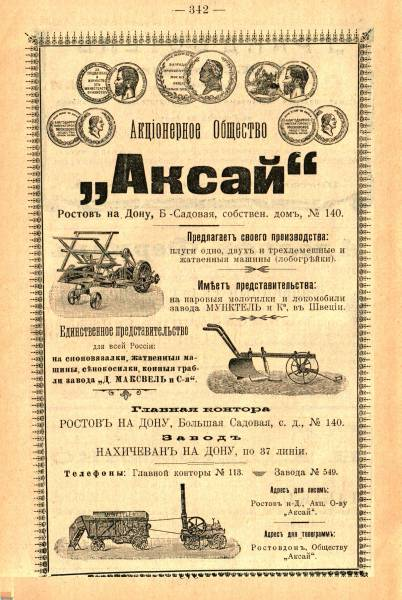
Реклама АТ «Аксай»

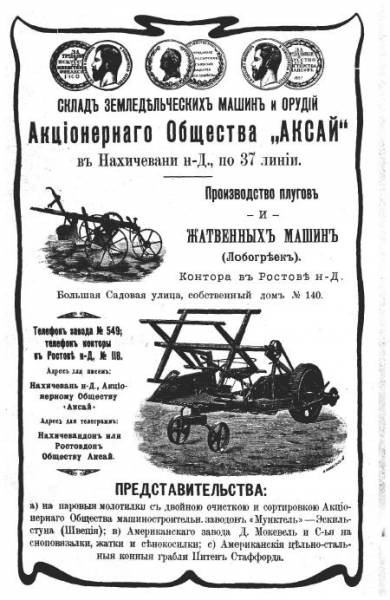
Реклама АТ «Аксай»

У роки Другої світової війни в евакуації в Ташкенті завод випускав військову продукцію для фронту. 212 трудівників заводу за самовіддану працю по випуску продукції для фронту були нагороджені орденами і медалями Союзу РСР. Комітет оборони нагородив завод перехідним Червоним Прапором. 14 лютого 1943 року Ростов був звільнений від фашистських загарбників, а вже у березні підприємство випустило першу партію продукції. З 1945 року завод почав випускати мирну продукцію.
У повоєнні роки вже до 1948 року було досягнуто довоєнного рівня виробництва, випускалися нові культиватори. З 1954 року завод стає постійним учасником Всесоюзної сільськогосподарської виставки, як одне з провідних підприємств галузі.
У 1966 році «Червоний Аксай» експонував свою продукцію на Міжнародній виставці сільськогосподарської техніки в Москві, де три його марки культиваторів отримали Золоті медалі. Всього завод демонстрував свою продукцію на виставках 30 країн світу, а експортував її в 45 країн.
У 1971 році завод випустив 2-мільйонний післявоєнний культиватор. У цьому ж році почалося виробництво наймасовішого за всю історію підприємства культиватора КПС-4, який отримав широку популярність і визнання в країні і за кордоном.
У 1985 році до складу виробничого об'єднання «Червоний Аксай» увійшло ДСКБ культиваторів і зчіпок, яке було розробником всієї продукції, що випускалася заводом.
До 90-х років XX століття завод випускав для всіх зон СРСР до 70 відсотків культиваторів для суцільного обробітку ґрунту, до 80 відсотків — для догляду за цукровими буряками та іншими низькостебловими культурами, і до 80 відсотків — для догляду за високостебловими культурами (кукурудза, соняшник). Широке застосування в сільськогосподарському виробництві знайшли культиватори КПС-4.
Практично тільки на «Червоному Аксаї» випускалися спеціалізовані культиватори для гірських схилів — КРГ-3,6; для обробітку кам'янистих ґрунтів — КГ-2,8; КЧП-5,4; садовий культиватор КГС-Б (пізніше КСМ-5); розпушувачі КПП-8 і КПЗ-9,7; фрезерні культиватори КГФ-2,8 і ГФИКФ-2,8 та інші знаряддя.
Техніка для обробітку ґрунту, розроблена фахівцями заводу «Червоний Аксай», неодноразово заохочувалася дипломами та медалями російських і міжнародних виставок.
У 2003 році вісім нових культиваторів «Червоного Аксаю» пройшли перевірку й отримали сертифікати відповідності. За підсумками 7-ї Міжнародної виставки «Інтерагромаш-2004» ЗАТ «Червоний Аксай» було нагороджено дипломами виставок і Золотою медаллю за розробку і виробництво сімейства культиваторів для обробітку цукрових буряків КПП-8А та КМС-5,4А, і Срібною медаллю воно удостоєне за розробку культиватора для міжрядкового обробітку посівів кукурудзи та соняшнику КРК-5,6А.

## Нагороди підприємства. Закриття компанії
Бронзовою медаллю 6-ї Російської агропромислової виставки «Золота осінь» (м. Москва, 2004 рік) підприємство удостоєне за розробку і виробництво причіпного комбінованого культиватора для суцільного обробітку ґрунту і догляду за парами КПК-8А.
За період з 1998 по 2003 рр. завод розробив і поставив на виробництво культиватори нового покоління: для суцільного обробітку ґрунту КПК-8А і КПК-4 (причіпні комбіновані); перший в Росії комбінований вологозберігаючий агрегат АКВ-4 (нагороджений Золотою медаллю Російської агропромислової виставки в м. Москві, 2002 рік); виноградниковий — КВО-3 (нагороджений Золотою медаллю Міжнародної виставки «Інтерагромаш-2002»); важкі причіпні КТП-4,3 і КТП-8 (нагороджені Золотою медаллю виставки «Інтерагромаш-2003»).

## Ростовський автобусний завод
У 2007 році на ростовському заводі «Червоний Аксай», що належить ТагАЗ, було розпочато виробництво міських автобусів великого класу РоАЗ-5236. З 28 грудня 2011 року внаслідок нерентабельності завод припинив діяльність. Устаткування було демонтовано і перевезено на Таганрозький автомобільний завод.

## Список автомобілів «Аксай»
- 1903 — Аксай 7 к. с. (ліцензійне виробництво Oldsmobile Curved Dash)